# Ninot de neu

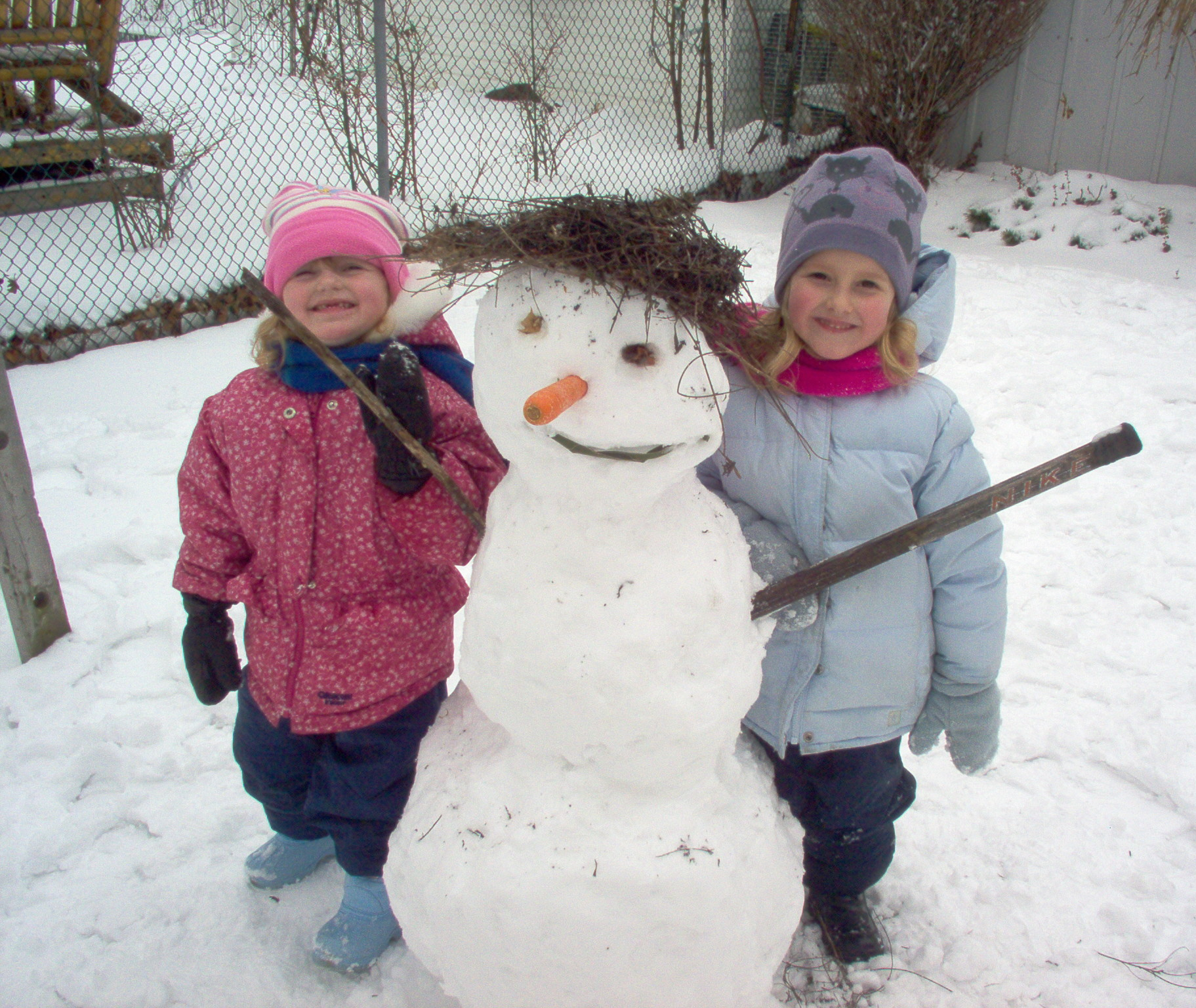
Dues nenes amb un ninot de neu

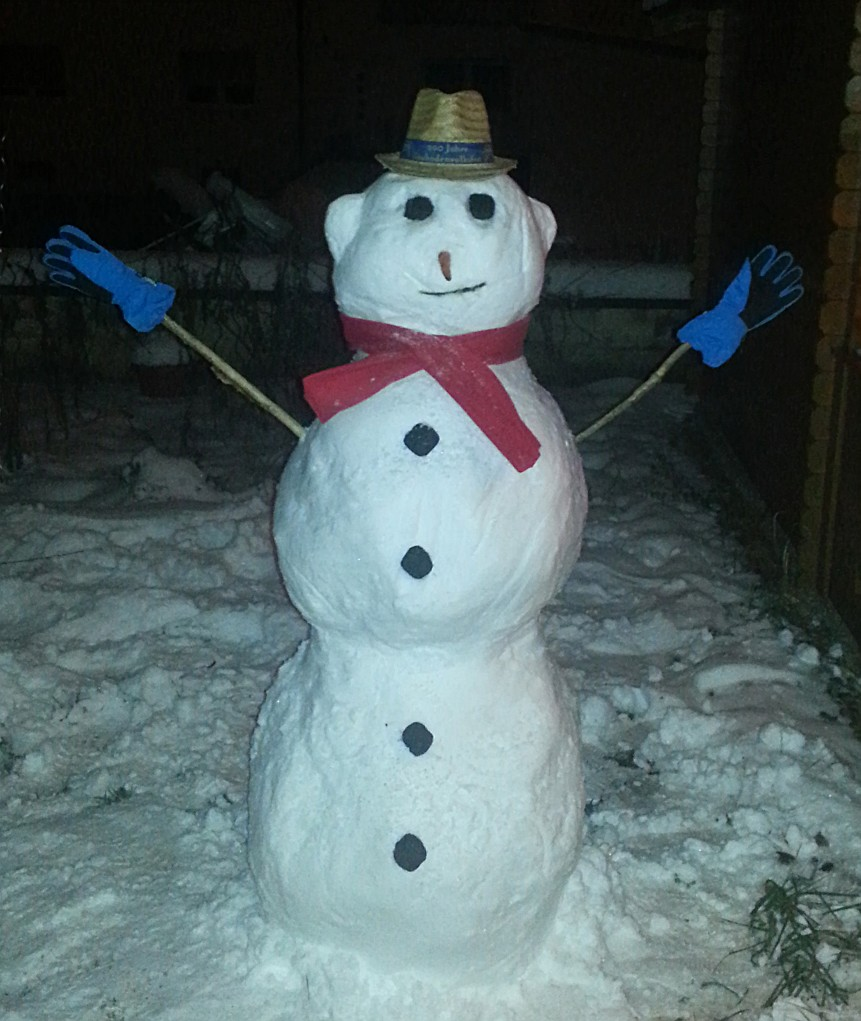
Ninot de neu – Alemanya

Un ninot de neu és una figura feta de neu condensada. La imatge del ninot de neu està connectada popularment amb el Nadal i lligada a la cultura occidental. La construcció d'un ninot de neu és un entreteniment hivernal per als nens a països on abunda aquest element. Un ninot de neu pot ser construït fent rodar una bola gran de neu per fabricar un "cos". S'hi posa una segona (i sovint una tercera) bola més petita damunt i la superior figurarà com el "cap". Els trets facials, com ara els ulls i la boca, es fan tradicionalment usant trossos de carbó o petites pedres, i també botons. També s'hi pot afegir un nas fent servir un tros de fruita o de verdura, com ara una pastanaga. Finalment, als laterals es col·loquen de vegades uns pals per a formar els braços.